# Pycnophyllum convexum
Pycnophyllum convexum är en nejlikväxtart som beskrevs av August Heinrich Rudolf Grisebach. Pycnophyllum convexum ingår i släktet Pycnophyllum och familjen nejlikväxter. Inga underarter finns listade i Catalogue of Life.